# NGC 751
NGC 751 je galaksija u zviježđu Trokut.

## Vanjske poveznice
- SEDS: NGC 751